# Natsumi Horiguchi
Pour les articles homonymes, voir Horiguchi.
Natsumi Horiguchi (堀口 夏実, Horiguchi Natsumi) est une ancienne joueuse de volley-ball japonaise née le 10 août 1991 à Itami (Préfecture de Hyōgo). Elle mesure 1,64 m et jouait au poste de passeuse. Elle a mis un terme à sa carrière de volleyeuse professionnelle en juin 2014.

## Clubs
| Club                                  | De        | À         |
| ------------------------------------- | --------- | --------- |
| Osaka International Takii High School |           | 2009-2010 |
| Okayama Seagulls                      | 2010-2011 | 2013-2014 |

## Palmarès
- Coupe de l'impératrice
  - Finaliste : 2013
- V Première Ligue
  - Finaliste : 2014.